# Ekaterina Savinova
Ekaterina Fiodorovna Savinova (en russe : Екатери́на Фёдоровна Са́винова), née le 26 décembre 1926 à Ieltsovka, un village dans le kraï de l'Altaï et morte le 25 avril 1970 à Novossibirsk, est une actrice soviétique.

## Biographie
Ekaterina Fiodorovna Savinova naît le 26 décembre 1926 dans le village d’Ieltsovka, en Sibérie, maintenant dans le territoire de l’Altaï. Au cours de la réforme Stolypin, les parents de Ekaterina déménagent de la province de Penza vers l'Altaï. Parmi les colons se trouvait la famille Burlakov, qui habitait la maison voisine. L'héroïne du film Revenez demain, Frossia Burlakova, jouée par Savinova, emprunte son nom de famille à l'amie d'enfance de l’actrice, Evdokia Burlakova.
Savinova joue dans des films à partir de 1949. Son premier rôle notable est Lyubochka dans le film Les Cosaques de Kouban, réalisé par Ivan Pyriev.

## Maladie
Elle contracte la brucellose qui n'est détectée qu'en sa phase chronique rebelle au traitement à l'époque. Connaissant le caractère incurable de sa maladie, le 25 avril 1970 elle se jette sous le train à la gare de Novossibirsk, à la manière de l'héroïne de Léon Tolstoï, Anna Karénine, dont elle a lu le monologue aux examens d'entrée à l'Institut national de la cinématographie (VGIK).
Ekaterina Savinova est enterrée au cimetière Kleshchikhinsky à Novossibirsk.

Le député de Novossibirsk, Sergueï Bondarenko, a rappelé : 
Je suis allé au cimetière de Kleshchikhinskoe, […] après une longue perquisition, j’ai trouvé la tombe (personne ne pouvait dire exactement où elle se trouvait) et, en me rapprochant, je me suis arrêté involontairement. Le pochoir en métal rouillé est de forme triangulaire, la butte est presque à plat avec le sol, entourée d’une plaine. Mais ce n’est pas cette triste image qui m’a frappé, c’est la photo de l’actrice - étonnamment brillante, gentille. Et l'image de Frossia Burlakova, la préférée des gens, m'est revenue involontairement, je me suis rappelé de beaucoup et j'ai pensé à beaucoup de choses.
 En 2006, une cérémonie de réinhumation des restes de l'actrice dans une partie plus prestigieuse du cimetière a eu lieu, et un nouveau monument a également été érigé. Evgueni Tachkov, veuf de Savinova et leur fils, Andreï Tachkov, ont participé à la cérémonie.

## Mémoire
Le 85e anniversaire de la naissance de E. Savinova en 2011 a été marqué par l'ouverture de la maison-musée de l'actrice dans le village d'Ieltsovka, où elle a vécu de sa naissance jusqu'à son départ à Moscou en 1944.

## Prix
- Artiste du peuple de l'URSS (26 novembre 1965)[5] - pour ses mérites dans le domaine du cinéma soviétique.
- Meilleure distribution pour Une grande famille au Festival de Cannes 1965.

## Filmographie partielle
- 1949 : Les Cosaques de Kouban (Кубанские казаки) de Ivan Pyriev : Liubotchka
- 1951 : Le Médecin de campagne (Сельский врач) de Sergueï Guerassimov : Doussia Pospelova
- 1953 : Aliocha Ptitsyne se forge un caractère (Алёша Птицын вырабатывает характер) d'Anatoli Granik (ru) : vendeuse de galce
- 1953 : Tchouk et Guek (ru) (Чук и Гек) d'Ivan Loukinski : factrice
- 1954 : Une grande famille (Большая семья) de Iossif Kheifitz : Douniacha Jourbina
- 1959 : La Ballade du soldat (Баллада o солдате) de Grigori Tchoukhraï : chef de wagon
- 1960 : La Berceuse (Колыбельная) de Mikhaïl Kalik : Olga
- 1963 : Revenez demain (Приходите завтра…) de Evgueni Tachkov : Frossia Bourlakova
- 1964 : Le Mariage de Balzaminov (Женитьба Бальзаминова) de Konstantine Voinov: Le cuisinier de Matryona